# Эйефер
Э́йефер (нем. Eyefer), также мы́за Эйвере (эст. Eivere mõis) — рыцарская мыза в уезде Ярвамаа, Эстония. Расположена на территории деревни Эйвере. Согласно историческому административному делению мыза относилась к приходу Анна. В годы Российской империи находилась на территории Эстляндской губернии и относилась к приходу Святой Аннен.

## История мызы
Мыза Эйвере впервые упомянута в 1552 году, когда она принадлежала семейству Зойе. В 1621 году её приобрёл Ричард Розенкранц (Richard Rosencrantz) родом с мызы Коорди, в 1776 году она отошла во владение дворянского семейства Пиллар фон Пильхау. C 1836 года и до национализации в 1919 году мызой Эйвере владели Штакельберги.
На военно-топографических картах Российской империи (1846–1863 годы), в состав которой входила Эстляндская губерния, мыза обозначена как Эйеферъ.
До 2000 года включительно в главном здании мызы (господском доме) работал дом престарелых. В настоящее время мыза находится в частной собственности.

## Главное здание
Свой нынешний изысканный и романтичный облик главное здание мызы приобрело во время реконструкции, которая велась в начале XX века и завершилась в 1912 году.
Полутораэтажный каменный особняк в стиле историзма содержит в себе следы многих этапов строительства. Часть его стен сохранилась с 18-го столетия, не исключено, что есть и более древние части. Здание имеет как модернистские и неоклассические, так и неоготические черты. Его передний фасад украшают в правом крыле — пятигранная угловая башня, по центру — неоготический тимпан, слева — пятиугольный эркер. Окна здания украшены замысловатыми лепными рамами, характерными для историзма. Главная входная дверь расположена между башней и ризалитом. Разделение внутреннего пространства основывается на центральном коридоре, проходящем вдоль здания. Первоначальные интерьеры сохранились лишь частично, например, представительный кафельный камин в зале.
В советское время и до 2000 года в этом здании работал дом инвалидов.
После перехода в частные руки особняк был отреставрирован как снаружи, так и внутри.

## Мызный комплекс

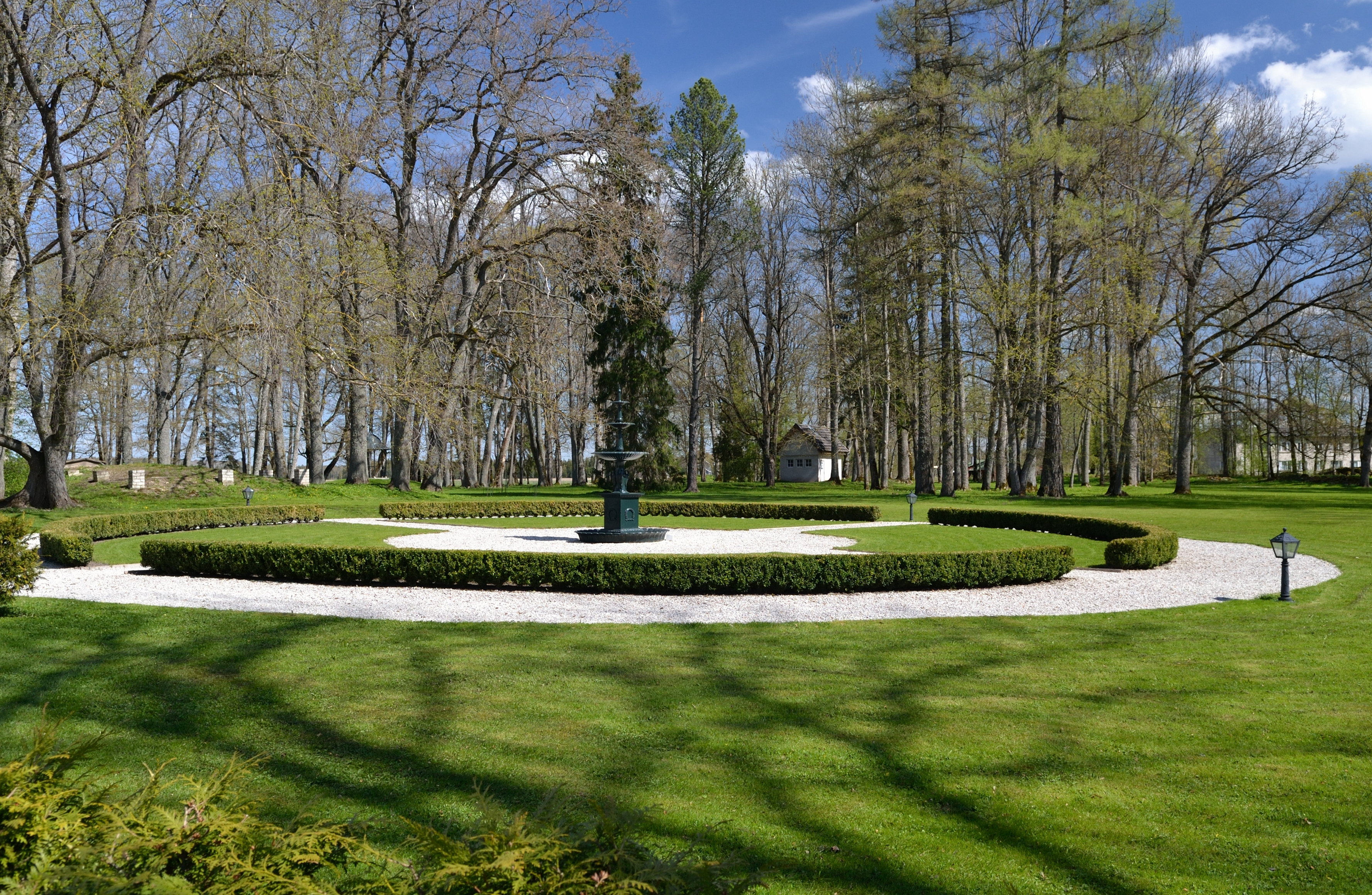
Парк мызы Эйвере

Хозяйственные мызные постройки располагались в непосредственной близости от главного здания, часть из них была сгруппирована у большого почётного круга перед особняком. Последние 650 метров дороги, ведущей из центра церковного прихода — деревни Анна — к центру главного здания, были выполнены в виде прямого пути. Несколько хозяйственных построек сохранились до настоящего времени, однако в большей или меньшей степени перестроенном виде. Подъезд к господскому дому сейчас расположен с его правого крыла. В 550 метрах к северо-западу от центра мызы находилась ветряная мельница (к настоящему времени разрушена).
В Государственный регистр памятников культуры Эстонии внесены 2 объекта мызного комплекса:
- главное здание, при инспектировании 3.08.2017 находилось в хорошем состоянии[3];
- парк, при инспектировании 23.03.2015 находился в удовлетворительном состоянии. Первоначальный, старый, парк был создан вероятно в конце 18-го или начале 19-го столетия, нынешний парк  — в начале 20-го столетия вместе с главным зданием. Парк небольшой (площадь около 3,3 гектара), в смешанном стиле, рельеф в парке ровный. К аккуратной площадке перед особняком примыкает основная часть парка, имевшего раньше регулярную планировку и позже получившего свободную планировку. Основные виды деревьев: ясень, липа и клён[6].